# 閃爍的愛情
《閃爍的愛情》（日语：ストロボ・エッジ）是咲坂伊緒所著的日本少女漫畫，於《別冊瑪格麗特》2007年7月號至2010年9月號期間連載。跟咲坂的前後兩部作品《閃爍的青春》《交錯的想念》合稱「青春三部作」。
改編電影於2015年3月14日上映，由福士蒼汰和有村架純飾演男女主角。
改編電視劇將於WOWOW播出，由福本莉子與高橋恭平雙主演。預計將製作2季，第一季於2025年秋天播出。

## 登場人物
木下仁菜子
女主角，一直喜歡一之瀨蓮。
一之瀨蓮
男主角，萬人迷。是永麻由香前男友，後喜歡上仁菜子。
安堂拓海
杉本真央前男友，後喜歡木下仁菜子。
是永麻由香
一之瀨蓮前女友，模特兒，大樹的姊姊，父母離異。
是永大樹
與木下仁菜子從國中便是好友，麻由香的弟弟，父母離異，原喜歡仁菜子。後轉與小百合交往。
上原小百合
寺田裕太郎前女友，現與大樹交往。
寺田裕太郎
一之瀨蓮好友，小百合前男友。
杉本真央
安堂拓海前女友，原本喜歡蓮，後喜歡拓海。
三好學
一之瀨蓮好友，希望蓮能與仁菜子在一起。
小司
木下仁菜子好友。
典子
木下仁菜子好友。
團長

## 出版書籍
漫畫
| 卷數 | 集英社         | 集英社                 | 東立出版社     | 東立出版社             |
| 卷數 | 發售日期       | ISBN                   | 發售日期       | ISBN                   |
| ---- | -------------- | ---------------------- | -------------- | ---------------------- |
| 1    | 2007年11月22日 | ISBN 978-4-08-846239-4 | 2009年4月6日   | ISBN 978-986-10-3144-6 |
| 2    | 2008年3月25日  | ISBN 978-4-08-846280-6 | 2009年5月11日  | ISBN 978-986-10-3145-3 |
| 3    | 2008年7月25日  | ISBN 978-4-08-846316-2 | 2009年6月8日   | ISBN 978-986-10-3146-0 |
| 4    | 2008年11月25日 | ISBN 978-4-08-846357-5 | 2009年6月8日   | ISBN 978-986-10-3147-7 |
| 5    | 2009年3月25日  | ISBN 978-4-08-846394-0 | 2009年7月23日  | ISBN 978-986-10-3499-7 |
| 6    | 2009年6月25日  | ISBN 978-4-08-846420-6 | 2009年10月21日 | ISBN 978-986-10-3945-9 |
| 7    | 2009年11月25日 | ISBN 978-4-08-846466-4 | 2010年3月19日  | ISBN 978-986-10-4835-2 |
| 8    | 2010年3月12日  | ISBN 978-4-08-846501-2 | 2010年6月7日   | ISBN 978-986-10-5405-6 |
| 9    | 2010年8月12日  | ISBN 978-4-08-846554-8 | 2011年1月12日  | ISBN 978-986-10-6177-1 |
| 10   | 2010年12月24日 | ISBN 978-4-08-846607-1 | 2011年8月24日  | ISBN 978-986-10-7041-4 |

小說
- 原作、插畫：咲坂伊緒、著者：阿部曉子〈集英社Cobalt文庫〉全4卷

| 卷數 | 副標題 | 集英社         | 集英社                 |
| 卷數 | 副標題 | 發售日期       | ISBN                   |
| ---- | ------ | -------------- | ---------------------- |
| 1    |        | 2010年9月1日   | ISBN 978-4-08-601443-4 |
| 2    |        | 2010年12月28日 | ISBN 978-4-08-601488-5 |
| 3    |        | 2011年2月1日   | ISBN 978-4-08-601497-7 |
| 4    |        | 2011年4月28日  | ISBN 978-4-08-601526-4 |

## 真人電影
2014年7月，本作獲改編為真人電影版的消息公開。於2015年3月14日上映。

### 演員列表
- 一之瀨蓮：福士蒼汰
- 木下仁菜子：有村架純
- 安堂拓海：山田裕貴
- 是永麻由香：佐藤亞璃紗
- 是永大樹：入江甚儀
- 杉本真央：黑島結菜
- 上原小百合：小篠惠奈
- 遠藤司：松尾薰

### 主題曲
同年10月，公布起用4人歌唱組合GReeeeN的著名作曲《愛歌》為該電影的主題曲。由於《愛歌》是該漫畫於2007年開始連載時的大熱歌曲，而且歌詞貼近主角的心境，於是獲採用作主題曲。2007年出道的GReeeeN對於自己在出道年的作品獲起用感到很高興之餘，亦向製作組提議向公眾舉辦甄選會，招募唱出這首主題曲的女歌手。這次甄選會對象為15歲至29歲的女性，參加者須於10月17日18時至10月19日23時59分期間，將自己在無伴奏下唱出《愛歌》的影片上載到GReeeeN的LINE官方帳號。
甄選會的結果於2014年12月公布。在42萬5901名參加者中選出11名最終候選人後，經過GReeeeN和其製作人JIN的面試以及公開投票後，最終選出當時15歲的meri和kana、16歲的hima和17歲的noa，共4名都是十幾歲的女生。GReeeeN在這次甄選會的評審準則並不只有歌唱技巧，亦著重於歌手「有純真透明感的『聲音』」。她們的組合名字就是「whiteeeen」。這首電影主題曲的歌名也由GReeeeN取作《愛歌～since 2007～》。

## 電視劇

### 演員列表
- 木下仁菜子：福本莉子[2]
- 一之瀨蓮：高橋恭平[2]

### 製作團隊
- 原作：咲坂伊緒『閃爍的愛情』（集英社瑪格麗特漫畫刊）
- 編劇：桑村沙也香
- 配樂：横山克
- 導演：木村真人、松田祐輔
- 製作人：小林祐介、橋本芙美、關本純一
- 制作：共同電視
- 製作著作：WOWOW

## 外部連結
- 電影的X（前Twitter）（日語）
- 電視劇『閃爍的愛情』官方網站（日語）